# アレエタ地区
アレエタ地区（アレエタちく、英語: Are'eta District）はエリトリアの行政区画。

## 概要
アレエタ地区は、エリトリアの第2級行政区画であり、デブバウィ・ケイバハリ地方に属する。行政府所在地は紅海沿岸の都市ティヨ。デブバウィ・ケイバハリ地方最北端の地区であり、セメナウィ・ケイバハリ地方のゲレーロ地区と北側で、中部デンカリア地区と南側で区境を接している。また、西南にエチオピアとの国境を有している。アファル人が多く居住している。

## アレエタ地区の都市・集落
- ティヨ - 行政府所在地
- アンラタ